# Sainte-Anne-sur-Vilaine
Sainte-Anne-sur-Vilaine (bret. Santez-Anna-ar-Gwilen) – miejscowość i gmina we Francji, w regionie Bretania, w departamencie Ille-et-Vilaine.
Według danych na rok 1990 gminę zamieszkiwało 737 osób, a gęstość zaludnienia wynosiła 26 osób/km² (wśród 1269 gmin Bretanii Sainte-Anne-sur-Vilaine plasuje się na 698. miejscu pod względem liczby ludności, natomiast pod względem powierzchni na miejscu 307.).